# Казе Чафете (Терамо)
Казе Чафете (итал. Case Ciafette) је насеље у Италији у округу Терамо, региону Абруцо.
Према процени из 2011. у насељу је живело 65 становника. Насеље се налази на надморској висини од 429 м.